# De Aanslag (Zone Stad)
De Aanslag is de 67ste aflevering van VTM's politieserie Zone Stad. De aflevering werd in Vlaanderen voor het eerst uitgezonden op 7 maart 2011.

## Verhaal
Het team van Zone Stad staat doodsangsten uit wanneer hun commissariaat vanop een naburig gebouw wordt beschoten. Ortwin Peeters, een stagiair, raakt hierbij levensgevaarlijk gewond.

## Gastrollen
- Tom Van Landuyt - 'Ruige' Ronny Nijs
- Koen De Graeve - Maarten De Ryck
- Lut Tomsin - Jeanine Segers
- Tine Van den Brande - Kathy Vanparys
- Peter Michel - Dirk De Bie
- Valentijn Dhaenens - Giuseppe Miccolo
- Frank Dingenen - Herman Peeters
- Rik Willems - Bewakingsagent Verbeeck
- Xavier Graff - Lifttechnicus